# Андерле, Иржи
Иржи Андерле (чеш. Jiří Anderle; род. 14 сентября 1936, Павликов, район Раковник, Чехословакия) — современный чешский художник и график, академик.

## Биография
В 1951 году поступил в Пражскую высшую школу прикладного искусства. Затем обучался в пражской Академии изобразительных искусств, где изучал живопись под руководством Антонина Пельца (чеш. Antonín Pelc) и графику — в классе Владимира Силовского (Vladimír Silovský). По выходным играл на ударных инструментах в составе музыкальных коллективов, выступавших на танцах в районах Раковник и Бероун. Окончил обучение в Академии в 1961 году.
В 1961—1969 годах работал театральным художником и посетил различные страны Европы, Австралии, Африки и Америки. В 1969—1973 годах художник работал в Высшей школе прикладного искусства как ассистент Зденека Скленаржа и Иржи Трнки.

Марка Чехии из совместного выпуска «Европа», автор эскиза — И. Андерле, 1995

Выставки произведений Андерле с успехом прошли во многих странах мира, в том числе в таких крупнейших музеях, как нью-йоркский Метрополитен-музей и парижский Центр Жоржа Помпиду.

## Творчество
В графических работах Андерле отражены экзистенциальная трагедия человека, как будничная, связанная с несчастливыми обстоятельствами, так и «сверхвременная» (старость, одиночество). В последнее время изображение трагичности бытия на полотнах художника всё более передаётся посредством абстракции.
В 1995 году выступил автором рисунков для двух чешских почтовых марок  (Mi #76, 77; Sc #2954, 2955), выходивших в рамках совместного выпуска «Европа».

## Награды
- В 1981 году завоевал гран-при на Международной биеннале эстампов в Любляне[7].
- В 2006 году художник был награждён чешской медалью «За заслуги» III степени.